# Anton Mayland
Anton Mayland (født 26. oktober 2006) er en dansk fodboldspiller, der spiller for Lyngby Boldklub.

## Karriere

### Ungdom
Anton Mayland begyndte sin karriere i LSF, AB, FC København og flyttede til Lyngby BK's U19 hold i 2024.

### Lyngby BK
I 2024 blev Anton Mayland udlejet til Hillerød Fodbold som spillede i 1. division.
Han kom tilbage til Lyngby Boldklub igen ved nytår 2024-25.